# 石川裕也
石川 裕也（いしかわ ゆうや、1980年〈昭和55年〉6月25日 - ）は、日本の行政書士、知的財産管理技能士。静岡県立富士宮北高等学校、慶應義塾大学法学部政治学科卒業。
静岡県富士宮市にある徳川綜合法務事務所代表。専門分野は企業法務、相続、離婚、文化芸術の知的財産、仮想通貨に精通。法務顧問として30社以上担当。
エフエムみしま・かんなみなど各種ラジオ番組多数出演。大前研一氏が主催するABS講師。OKWAVE AWARD2019にて専門家部門でAnswers Awardを受賞。
危機管理やデジタルフォレンジックの分野で専門知識を有し、新規事業開発やM&A支援、平和活動に携わる。また株式会社電磁シールド研究所の代表取締役として、EMP（電磁パルス）攻撃対策や通信インフラ保護に関する最新技術の開発・普及に努めている。

## 来歴
1980年、静岡県富士宮市に生まれる。実家は富士駅前のろばた焼徳川を経営。
1999年、静岡県立富士宮北高等学校卒業。
2005年、慶応義塾大学法学部政治学科を卒業。大学時代は朝鮮半島の政治情勢のゼミに入り国際政治について研究。
2007年10月、宅地建物取引主任者取得。11月、行政書士資格取得。
2008年、徳川綜合法務事務所を開業。行政書士として在留資格申請、建設業許可、産業廃棄物許可、宅建業許可などの許認可業務、海外進出支援や株主総会の運営マネージメント、知財や企業防衛を通じた産業スパイ対策、社内コンプライアンスなどを担当。
2013年、株式会社Studio Fiato取締役に就任。文化芸能を通じてより良い世界を作りたいという気持ちから、音楽事務所の経営、著作権・商標権対策、裁判対策を担当。
2017年、NPO法人ERICCO BOOK PROJECT監事。幼稚園・保育園の役員を勤め、児童養護施設の支援を実施。世界平和の実現は戦争をなくすだけではなく、環境破壊を食い止めたり将来の世界を担う子どもたちを守るなど身近なところから始まると考え、育て親がいない子どもを支援したいと思い、短い時間でも愛情を注げるようイベントのプロデュースなどを行う。
2021年、10月24日投開票の富士宮市議会議員補欠選挙に立候補し、2週間で3384票を獲得。
2021年、株式会社電磁シールド研究所代表取締役。EMP攻撃対策や太陽フレアに対する電磁シールド技術の開発と普及を推進。

## 人物
幼少期から祖父の影響でプロレスに熱狂し、大のプロレスファン。尊敬する人物は松下幸之助と田中角栄。
幼少期に祖父からよく戦争の話を聞き、世界平和や環境、文化を守りたいという意識を持つ。またタレントのアントニオ猪木の活動を見て世界平和を考えた際、社会や人生の悩み、不安などを解決できる職種として医者・弁護士・政治家になる必要を感じ、慶応義塾大学法学部政治学科を専攻。「即考え、行動する」という性格で大学卒業後は「国力の向上」がやりたいことだと気づき、行政書士としてNPOや企業の設立支援、新規事業立ち上げ、相続、遺言、離婚に関連する法的サポートや新規事業開発、M&A支援、不動産の売買・交換・相続・贈与、宗教法人に関する事項、知的財産権関連業、外国人に関わる事業など「国力の向上」につながる活動を幅広く行う。
2021年より代表を務める株式会社電磁シールド研究所では、危機管理の分野においてデジタル化とアナログ手法の併用の重要性を提唱し、各種講演会での講演を行う。また、GITA-JAPANカンファレンスやPTCイノベーション交流会など、国際的な会議でも講演を行い、日本国内外での技術普及に貢献している。
今後の目標は雇用・観光・文化を守る手段の集大成として、静岡県に日本文化を体現した城と城下町を作り、町おこしを軸とした地域活性化を考えている。